# Варминский плебисцитный комитет
 Варминский Плебисцитный Комитет  (Warmiński Komitet Plebiscytowy) — организация, осуществлявшая в 1919—1920 гг. пропагандистскую деятельность среди польскоязычных жителей территории Вармии и Мазуры, которые в то время находились в Восточной Пруссии. Организация действовала в рамках плана образования вновь создаваемой Польской Республики. План был принят во время мирного Версальского договора, предусматривающего проведение плебисцита на территориях Германии (Силезия и Восточная Пруссия), где проживало многочисленное польское население. Варминский Плебисцитный Комитет был создан Президиумом Совета министров польского правительства 3 августа 1919 года. Организация осуществляла свою деятельность до февраля 1920 года в Варшаве, потом в Квидзыне. Варминский Плебисцитный Комитет стремился активизировать общественное мнение польского населения, проживавшего в Восточной Пруссии, чтобы оно проголосовало во время Варминско-Мазурского плебисцита о присоединении к Польше. Варминский Плебисцитный Комитет действовал до дня проведения плебисцита 11 июля 1920 года,. До апреля 1920 года председателем Комитета был Казимеж Донимирский, с апреля 1920 года председателем был католический священник Антоний Людвичак. Печатным органом Варминского Плебисцитного Комитета была газета «Gazeta Polska», издававшаяся в Квидзыне с 1920 года.

## Источник
- Adam Szymanowicz, Udział Oddziału II Sztabu Generalnego Ministerstwa Spraw Wojskowych w pracach plebiscytowych na Warmii, Mazurach i Powiślu w 1920 roku. In Komunikaty Mazursko — Warmińskie, 4/2004, стр. 515—530.